# Belgische Squashnationalmannschaft
Die belgische Squashnationalmannschaft ist die Gesamtheit der Kader des belgischen Squashverbandes Squash Belgium. In ihm finden sich belgische Sportler wieder, die ihr Land sowohl in Einzel- als auch in Teamwettbewerben national und international im Squashsport repräsentieren.

## Historie

### Herren
Belgien nahm 1999 erstmals und bisher zum einzigen Mal an einer Weltmeisterschaft teil und schloss das Turnier auf Rang 24 ab. Die Mannschaft blieb in sechs Partien ohne Sieg. Bereits 1987 hatte Belgien an einem Qualifikationsturnier teilgenommen, wo die Mannschaft in der Playoff-Begegnung an Norwegen scheiterte.
An Europameisterschaften, die jährlich seit 1973 ausgetragen werden, nimmt Belgien seit 1974 teil. Das bislang beste Abschneiden gelang sogleich 1974 mit dem 5. Platz. Bis 1982 platzierte sich die Mannschaft noch durchgängig in den Top Ten, ehe sie fortan nur noch Endplatzierungen zwischen Platz elf und 17 erreichte.

### Damen
Bei Europameisterschaften gelang 2004 erstmals der Einzug ins Halbfinale, das Turnier schloss die Mannschaft auf dem vierten Platz ab. Das zunächst beste Resultat erzielte die Mannschaft um die Gilis-Schwestern Nele und Tinne 2018 mit dem dritten Platz, ehe die beiden die Mannschaft 2023 ins Finale führten und schließlich hinter England Vizeeuropameisterinnen wurden. 2024 gelang der Mannschaft erstmals der Titelgewinn. Die Auftaktpartie des Finals, in dem Belgien erneut auf England traf, gewann Nele Gilis mit 3:1 gegen Georgina Kennedy. Lucy Turmel glich danach mit einem 3:0-Sieg gegen Marie Van Riet für England aus, sodass die letzte Partie zwischen Jasmine Hutton und Tinne Gilis über den Titelgewinn entschied. Im Gegensatz zum Vorjahr behielt Gilis dieses Mal die Oberhand und sicherte mit einem 3:0-Sieg Belgiens ersten Europameistertitel auf Mannschaftsebene. Ohne Finaleinsatz blieb Chloé Crabbé.